# Golden Gala

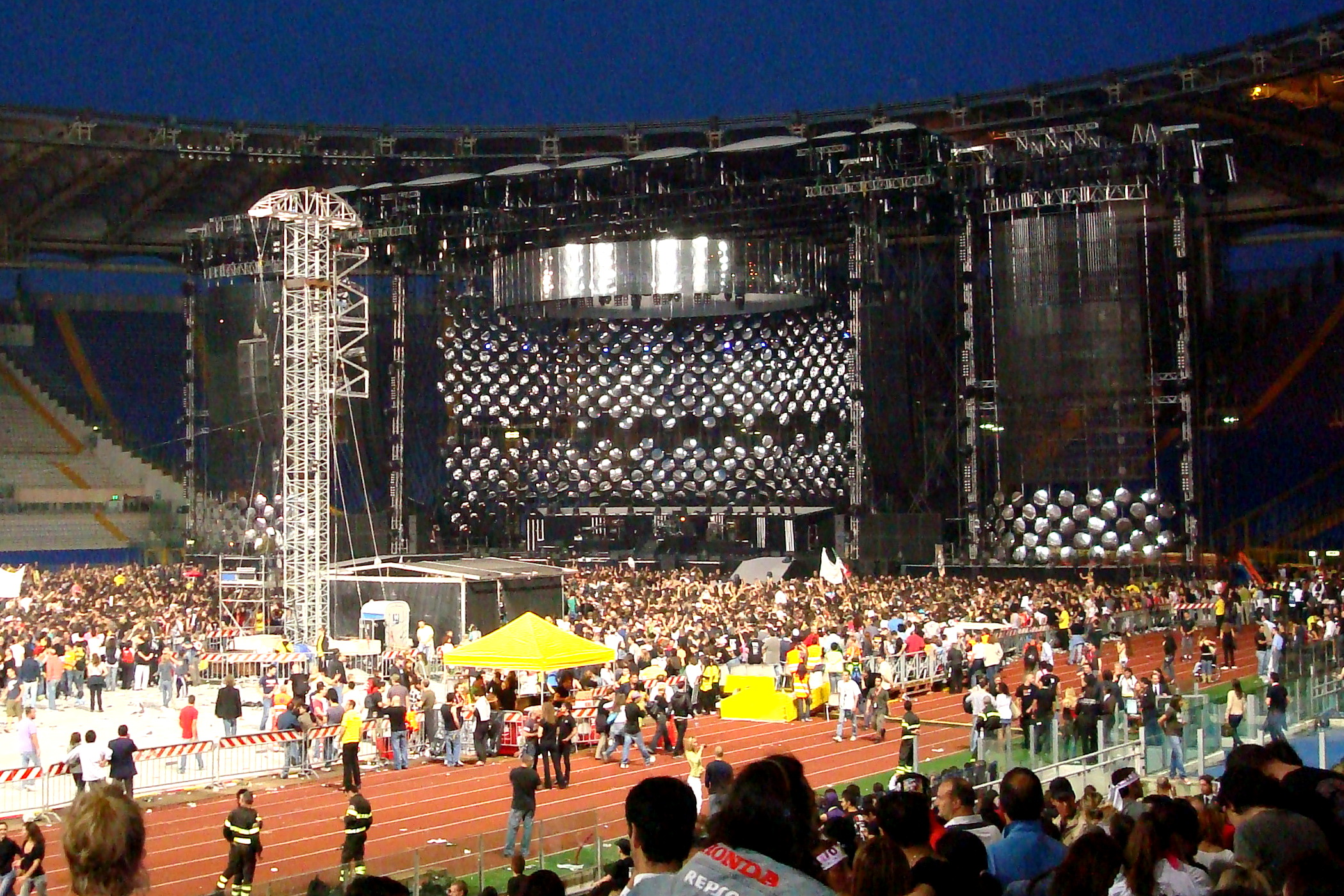
Stadio Olimpico de Roma

Golden Gala é um meeting de atletismo que se desenrola todos os anos em Roma. Faz parte da Liga de Ouro de Atletismo e tem lugar no estádio Stádio Olímpico, em regra no último fim de semana de agosto ou no primeiro de setembro.

## História
Primo Nebiolo, o presidente italiano de IAAF desde 1981, foi o fundador da Gala de Ouro e teve a ideia de trazer os atletas e as pessoas do Estados Unidos e o NATO países que estavam juntos boicotar os Jogos Olímpicos de Moscou, em 1980, como resultado da Guerra Fria. Ele morreu de um ataque cardíaco aos 76 anos em 1999.
Na edição 2009 do Golden Gala, Kenenisa Bekele, Kerron Stewart, Sanya Richards e Yelena Isinbayeva todos permaneceram no alvo para o Golden League de 2009. . Havia seis concertos de líder em 2009. Nos 100 m, Tyson Gay igualou o seu recorde americano e Daniel Bailey um conjunto de Antígua na raça dos homens, enquanto um conjunto Kerron Stewart 10,75 s melhor pessoal no caso das mulheres. Maryam Yusuf Jamal quebrou o 1500 metros registro de reunião em uma corrida rápida que viu Christin Wurth-Thomas definir um melhor pessoal e  Sonja Roman quebrar o recorde esloveno. Antonietta Di Martino trouxe a vitória único italiano em Roma, ao bater fora de favoritos Blanka Vlasic no salto em altura.